# Joop Koopman
Johannes (Joop) Koopman (Amsterdam, 7 april 1930 – Hilversum, 25 december 2011) was een Nederlands radio- en televisiepresentator, die vooral bekend is geworden door het programma Twee voor twaalf. Kenmerkend was zijn herkenbare stem met een duidelijke intonatie en zuiver, gesproken Nederlands.

## Biografie

### Carrière
In 1950 werd Joop Koopman omroeper bij de VARA-radio. Hij was medewerker van de afdeling 'Gesproken Woord' en hield zich daar ook bezig met radio-regie en andere werkzaamheden. Hij werd in 1954 verantwoordelijk redacteur voor het ziekenprogramma De Regenboog, waar hij zijn liefde voor cabaret inzette in programma's. In 1957 kon hij hoofd Radio Amusement worden, doordat Karel Prior overstapte naar de AVRO en veel bekende medewerkers van het programma Showboat meenam. Koopman werd gevraagd het aldus ontstane gat op te vullen. Hij bedacht het programma Plein 8 uur 13. Ook liet hij de nog jonge Henk Elsink het cabaretprogramma Vrij Entree maken, dat vijf seizoenen draaide en waarvan ruim honderd afleveringen gemaakt werden. Vanaf 1960 was hij te horen in het programma Het gesproken Portret, waarvan hij vijfhonderd afleveringen maakte. Voor de VARA-televisie sprak hij incidenteel filmteksten in.
Eind jaren zestig werd hij gevraagd om naast zijn werk als hoofd Radio Amusement dit ook voor de televisie te gaan doen. Hij was medeverantwoordelijk voor bekende VARA-programma's als Eén van de acht, het satirische Hadimassa, de Stratemakeropzeeshow en de oudejaarsconferences van Wim Kan. In 1971 maakte hij zijn debuut voor de camera als presentator van de quiz Twee voor twaalf, die door Ellen Blazer werd bedacht.
"Interne broederstrijd met een overspannen vergadercultuur" zorgde voor verdeeldheid, waardoor het Koopman steeds minder beviel bij de VARA. In 1976 verliet hij de omroep, hoewel hij Twee voor Twaalf tot 1983 bleef presenteren en sporadisch optrad als jurylid in VARA-producties. In de jaren negentig was hij te zien in de Nederlandse versie van De Connaisseur, een BBC-quiz over beeldende kunst, architectuur en fotografie, uitgezonden door de NPS. Naast het werk voor de televisie, was hij korte tijd directeur van de Apeldoornse schouwburg Orpheus. Vervolgens trad hij in dienst bij het theaterbureau Lumen in Hilversum, waarvan hij uiteindelijk mede-eigenaar werd en dat hij in 1994 ophief. Verder was hij begeleider/impresario van een aantal Nederlandse theaterartiesten, onder wie Martine Bijl, Adèle Bloemendaal, Fons Jansen en Harrie Jekkers. Later begeleidde en adviseerde hij alleen nog Youp van 't Hek.

### Overlijden
Joop Koopman overleed in 2011 op eerste kerstdag.